# CLC (группа)
CLC (кор. 씨엘씨, яп. シーエルシー; акроним от CrystaL Clear; переводится как «Кристально чистые»; читается как СиЭльСи) — южнокорейская гёрл-группа, сформированная в 2015 году компанией Cube Entertainment. Коллектив состоял из семи участниц: Сынён (она же лидер), Сынхи, Сон, Юджин, Еын, Элки и Ынбин. Дебют группы состоялся 19 марта 2015 года с мини-альбомом First Love. 20 мая 2022 года группа была расформирована.
Их дебютный мини-альбом  First Love был выпущен 19 марта 2015 года с участием пяти участниц группы: Сынхи, Юджин, Сынён, Сон и Еын. Оставшиеся две участницы, Элки и Ынбин, были добавлены в группу с выпуском их третьего мини-альбома, Refresh, 29 февраля 2016 года, хотя Ынбин не участвовала в их официальном продвижении выхода их четвертого мини-альбома, Nu.Clear, в мае 2016 года.
Группа была расформирована 20 мая 2022 года, после того, как Cube Entertainment объявили в тот же день, что их «официальная деятельность» закончилась, а их глобальный фан-сайт CLC U Cube был закрыт 6 июня.

## Карьера

### 2014: Начало карьеры

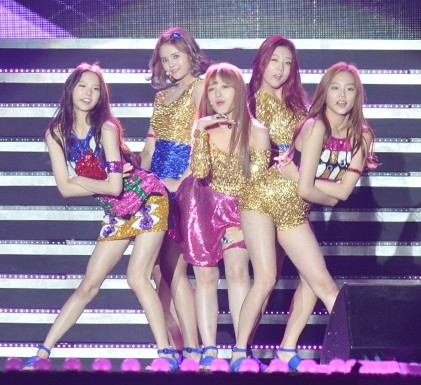
CLC на Youth Music Festival, май 2015 года

Впервые пять участниц оригинального состава будущей группы (Сынхи, Юджин, Сынён, Сон и Еын) появились в качестве танцоров G.NA. Они также побывали моделями для бренда школьной формы Smart и были задействованы в промо-роликах вместе с Got7 и B1A4. До своего дебюта в составе группы девушки получили известность у публики, благодаря своим уличным выступлениям, во время которых проходил сбор средств для детей с ограниченными возможностями. У девушек было своё реалити-шоу «Любовная химия с CLC».

### 2015: Дебют сFirst LoveиQuestion
Изначально CLC дебютировали в составе пяти человек с мини-альбомом First Love, релиз которого состоялся 19 марта 2015 года. Шоукейс состоялся 18 марта в Acts Hotel в Сеуле. В день дебюта группа выступила на M!Countdown.
16 апреля 2015 года был выпущен в цифровом виде сингл «Eighteen», вдохновлённый популярным в 1960-е и 1970-е годы мотауном и синти-попом 1980-х годов. Промоушен сингла стартовал 17 апреля с выступления на Music Bank. 28 мая был выпущен второй мини-альбом Question. С 10 по 11 октября CLC провели своё первое мероприятие вне Кореи — промотур в поддержку First Love. Специально для этого тура Universal Music Malaysia выпустили «азиатское издание» Question, которое включало в себя композиции с первых двух альбомов коллектива и сингл «Eighteen».

### 2016: Изменения в составе,Refresh, японский дебют,NU.CLEARиChamisma

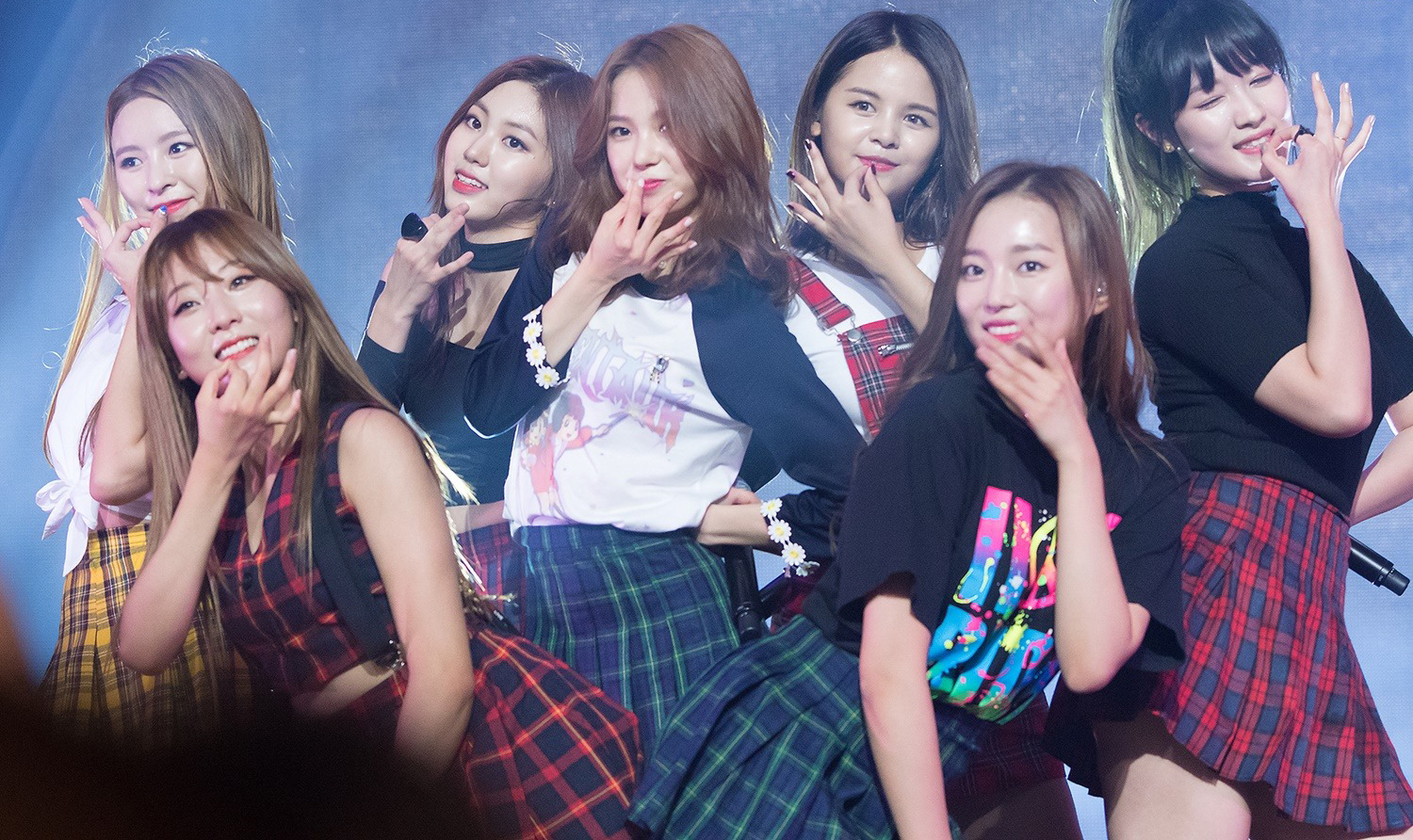
CLC на Asia Music Stage, сентябрь 2016 года

29 февраля 2016 года был выпущен третий мини-альбом Refresh. Это был первый релиз группы в обновлённом составе — в группу пришли Элки и Ынбин, которая прежде участвовала в реалити-шоу «Подготовка 101» (англ. Produce 101) как трейни Cube Entertainment. Агентство объяснило, что Ынбин должна была дебютировать в коллективе изначально, но её исключили из состава ввиду некоторых изменений в процессе работы над дебютным альбомом. Из-за условий реалити-шоу девушка не смогла участвовать в промоушене «High Heels» и не появилась в видеоклипе. Cube Entertainment планировали присоединение Ынбин к промоушену в случае её исключения из шоу, либо же с окончанием продвижения в группе, если бы она попала в финальный состав. В день релиза альбома была выпущена короткая версия клипа, в которой была Элки, но отсутствовала Ынбин. Полная версия была выпущена 21 марта.
Японский дебют CLC состоялся 13 апреля с выходом мини-альбома High Heels, который включал в себя японские версии «First Love», «Pepe», «Like», «High Heels» и кавер «I Should Be So Lucky» австралийской певицы Кайли Миноуг. 12 мая группа запустила свой официальный канал в приложении V, и первая трансляция прошла вместе с Ынбин.
30 мая был выпущен четвёртый корейский мини-альбом Nu.Clear, промоушен проводился в полном составе. 27 июля был выпущен второй японский мини-альбом Chamisma, ставший первым топ-10 релизом в японском чарте.

### 2017:CrystyleиFree’sm

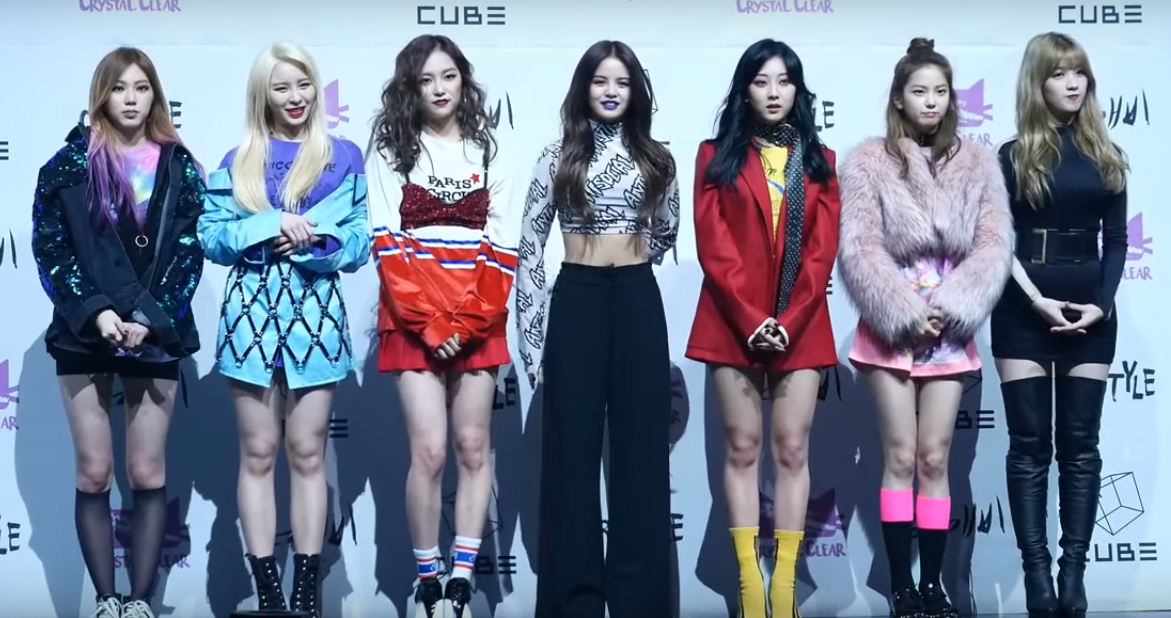
CLC на шоукейсе Crystyle, январь 2017 года

9 января 2017 года CLC провели свою первую встречу с фанатами в Токио. 17 января был выпущен пятый корейский мини-альбом Crystyle. Альбом был вдохновлён хип-хопом и стал более харизматичным; одним из авторов главного сингла «Hobgoblin (도깨비)» стала Хёна. 27 мая CLC провели свою первую встречу с корейскими фанатами — Чеширами (официальное название фандома) в Сеуле.
3 августа был выпущен шестой мини-альбом Free'sm; название является словослиянием слов «prism» и «free», которое объясняет концепцию группы для этого релиза. Вдохновением послужили популярные в 1990-х корейские группы Fin.K.L и S.E.S.. Имидж, вдохновлённый ретро стилем, также стал контрастным в сравнении с предыдущим альбомом.

### 2018—2019:Black Dress,No.1, «Me» и «Devil»

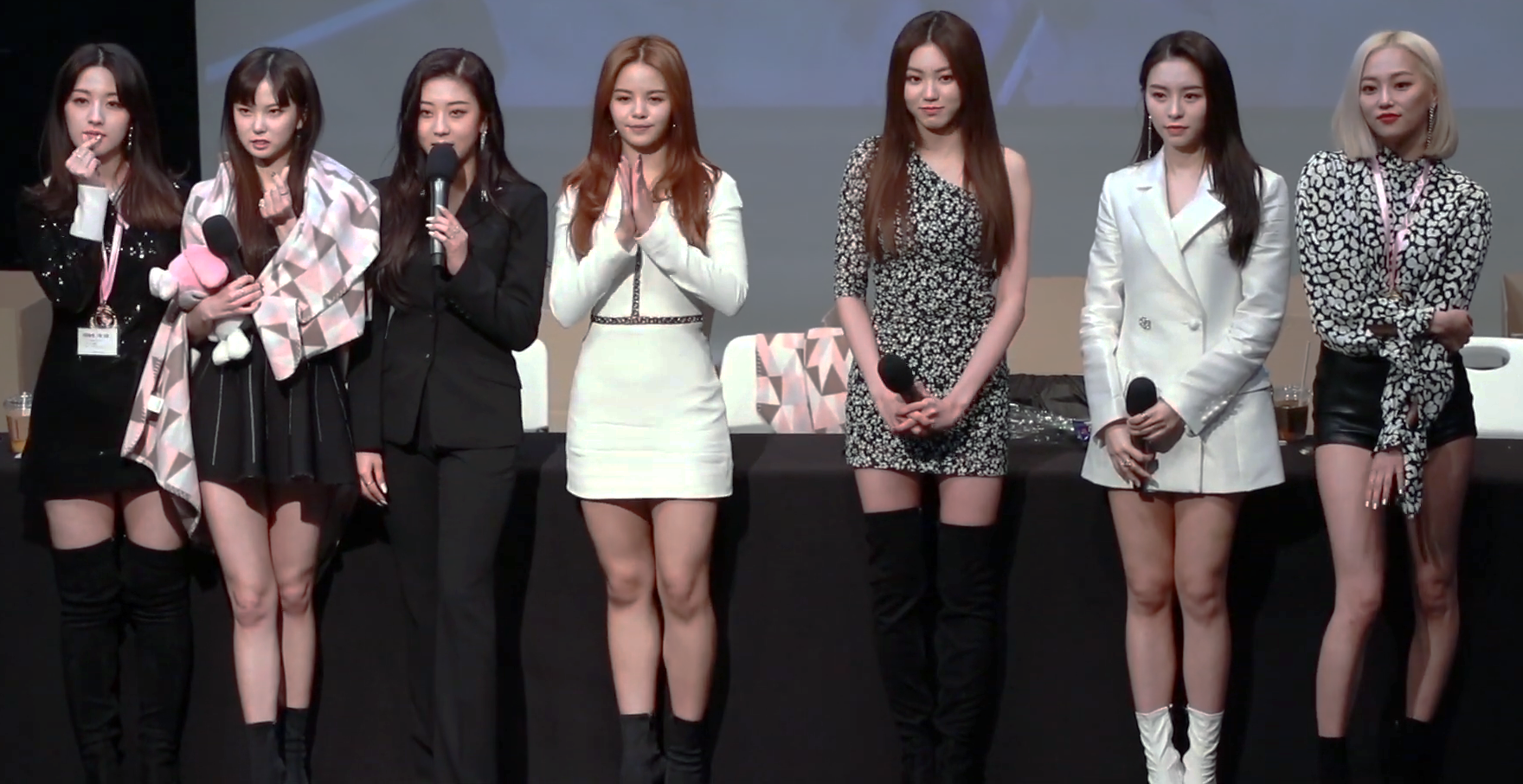
CLC на фансайне, февраль 2019 года

1 февраля 2018 года был выпущен цифровой сингл «To The Sky», который стал пре-релизом для предстоящего альбома. Седьмой мини-альбом Black Dress был выпущен 22 февраля. 1 апреля был проведён концерт в честь третьей годовщины CLC со дня дебюта, и все средства с него пошли на благотворительность — людям, больным диабетом. 20 июля был проведён первый концерт в Гонконге. 17 ноября CLC были названы официальными послами Корейской Ассоциации Диабетиков.
30 января 2019 года состоялся релиз восьмого мини-альбома No.1. Одними из авторов сингла «No» стали Еын и Соён. 12 февраля CLC одержали свою первую победу на музыкальном шоу с начала дебюта.
29 мая был выпущен цифровой сингл «Me», одним из его авторов стала Еын. 14 июля CLC провели свой первый фанмитинг в Тайбэе. 6 сентября CLC выпустили свой третий цифровой сингл «Devil».

### 2020—2022: Мировое признание, переосмысление, уходы Элки, Сон и расформирование
1 марта 2020 года новые синглы «Me» и «Devil» заняли 5 и 7 строчки в мировом цифровом чарте, спустя несколько месяцев после их официальных релизов, а «Me» стала второй самой продаваемой песней на той же неделе после «Black Swan» BTS.
13 августа Cube Entertainment объявили, что CLC вернутся 2 сентября, почти через год после их последнего релиза. 20 августа CLC представили публике новый логотип — монограмму с буквой «L», стилизованной под перевернутую «7», которая ассоциировалась с семью участницам группы. 21 августа Dive Studios объявили, что группа станет ведущей третьего сезона подкаста Idol 42, (следующего после CIX и Verivery), начиная с 27 августа.
2 сентября CLC выпустили первый сингловой-альбом «Helicopter».
25 декабря 2020 года Элки отправила Cube Entertainment официальное уведомление о расторжении своего контракта с ними. Она заявила, что ей не заплатили за её актёрскую деятельность, и что Cube уже прекратили свою «развивающую поддержку» CLC, поставив будущее группы под сомнение.
3 февраля 2021 года Cube Entertainment подтвердили уход Элки из группы, и её контракт с компанией был расторгнут.
9 марта Сынхи, Еын и Сынён выпустили песню «Another Level» для саундтрека веб-дорамы Be My Boyfriend. 17 марта Cube Entertainment объявили, что Сон официально дебютирует сольно 23 марта 2021 с англоязычным синглом в цифровом виде «Run».
7 июня SPOTV News сообщили, что Юджин примет участие в предстоящем реалити-шоу от Mnet Girls Planet 999, которое вышло в эфир 6 августа. 13 августа шоу Юджин упомянула в интервью во время шоу, ей сказали, что CLC больше не будут продвигаться как группа. Cube Entertainment не подтвердили сделанное заявление. 22 октября во время финала Юджин заняла третье место, попав в финальную группу Kep1er.
16 ноября Cube Entertainment объявили об уходе Сон из группы после того, как ее эксклюзивный контракт истёк.
18 марта 2022 года Cube Entertainment объявили что Сынён и Еын покинут компанию, поскольку они решили не продлевать свои контракты с компанией.
20 мая Cube Entertainment объявили, что группа официально распалась, а их глобальный фан-сайт CLC U Cube был закрыт 6 июня.

## Участницы

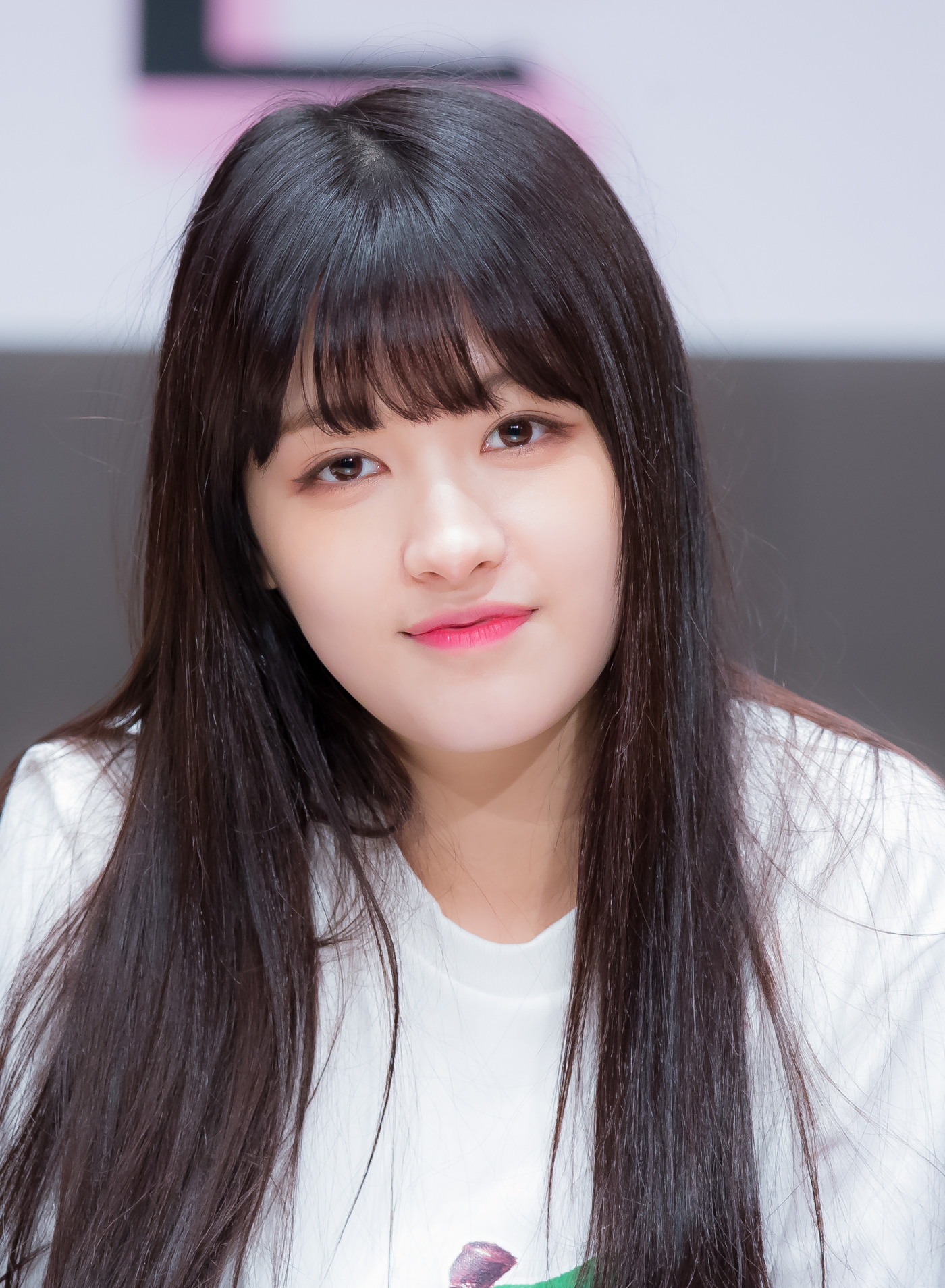
Сынхи
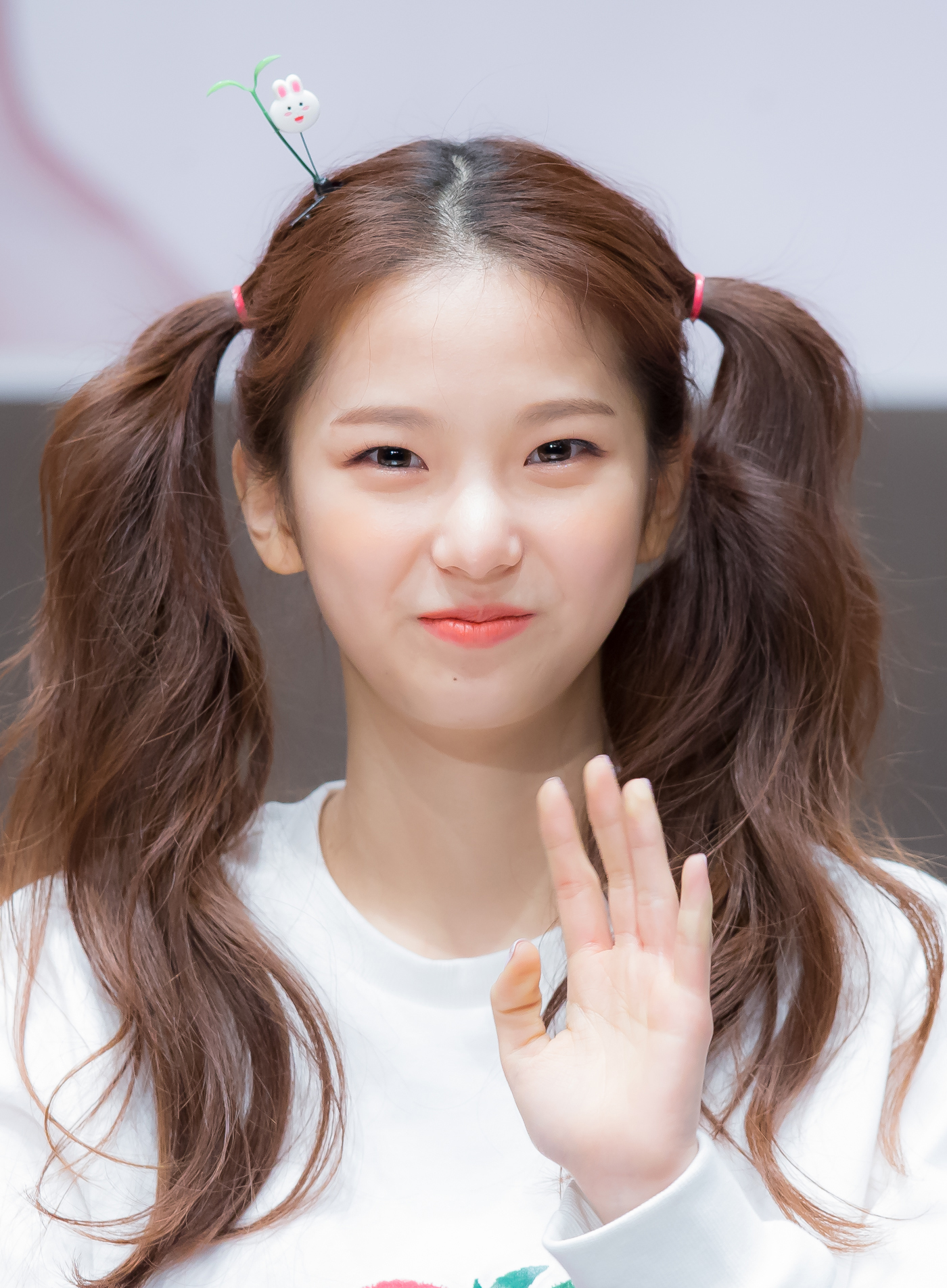
Юджин
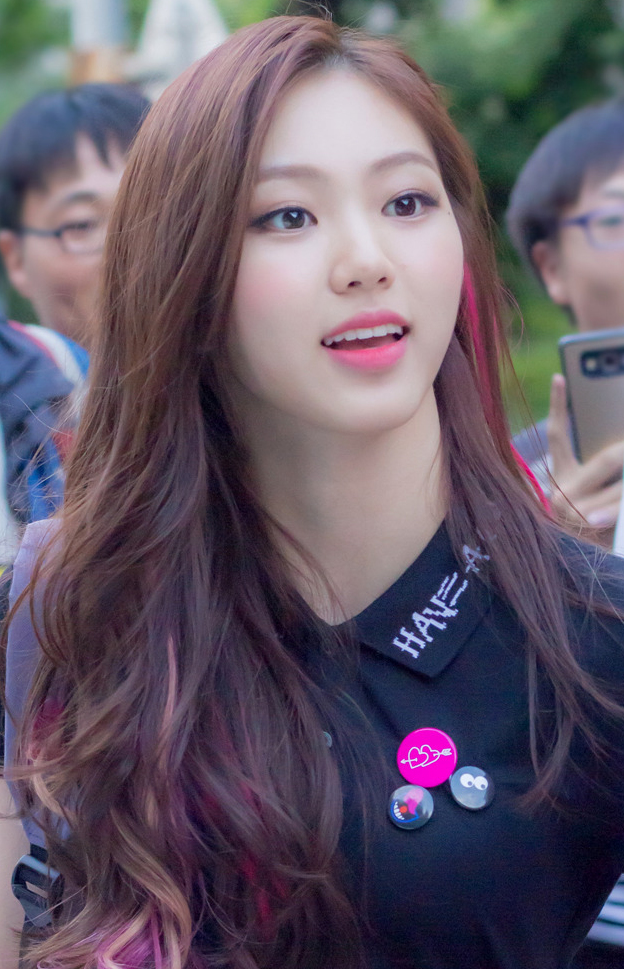
Ынбин

|                       |                       |                    |               |               |                                                      |
| Сценический псевдоним | Сценический псевдоним | Настоящее имя      | Настоящее имя | Дата рождения | Позиция в группе                                     |
| Основной              | Другой                | На русском         | Хангыль       | Дата рождения | Позиция в группе                                     |
| Сынхи                 | Seunghee              | О Сын Хи           | 오승희        | 10.10.1995    | Главная вокалистка                                   |
| Сынён                 | Seungyeon             | Чан Сын Ён         | 장승연        | 06.11.1996    | Лидер, главный танцор, ведущая вокалистка, саб-рэпер |
| Сон                   | Sorn                  | Шоннасон Саджакуль | ชลนสร สัจจกุล   | 18.11.1996    | Ведущая вокалистка                                   |
| Юджин                 | Yujin                 | Чхве Ю Чжин        | 최유진        | 12.08.1996    | Ведущий танцор, вокалистка, рэпер, вижуал, центр     |
| Элки                  | Elkie                 | Чун Тин Янь        | 莊錠欣        | 02.11.1998    | Ведущая вокалистка, ведущий танцор, вижуал           |
| Ынбин                 | Eunbin                | Квон Ын Бин        | 권은빈        | 06.01.2000    | Вокалистка, рэпер, лицо группы, макнэ                |

## Дискография
| Корейские альбомы Мини-альбомы First Love (2015) Question (2015) Refresh (2016) Nu.Clear (2016) Crystyle (2017) Free'sm (2017) Black Dress (2018) No.1 (2019) | Японские альбомы Мини-альбомы High Heels (2016) Chamisma (2016) |  |

## Концерты
Хэдлайнеры
- CLC 3rd Anniversary Concert — «Black Dress» (1 апреля 2018 года)
- CLC Live Show in Hong Kong 2018 — Black Dress (20 июля 2018 года)

Шоукейс
- Premiere Showcase: CLC (20 января 2019 года)

## Фильмография

### Развлекательные шоу
- CLC’s Love Chemistry (2015)
- CLC’s Queen’s Game (2015)
- CLC’s Beautiful Mission (2015)[54]
- CLC Is (2016—2017)
- CLC’s Cheat Key (2017-2019)
- Doom-CLC, Doodoom-CLC (2018)
- Seongdong-gu Resident CLC (성동구민 씨엘씨) (2018)[55][56]

## Награды и номинации
| Год                                | Номинация                                  | Что номинировано | Результат | Ссылка |
| ---------------------------------- | ------------------------------------------ | ---------------- | --------- | ------ |
| Asia Artist Awards                 |                                            |                  |           |        |
| 2018                               | Награда за популярность — Певец или группа | CLC              | Номинация | [ 57 ] |
| Daradaily The Great Awards         |                                            |                  |           |        |
| 2018                               | Награда восходящей звезде                  | CLC              | Победа    | [ 58 ] |
| Gaon Chart Music Awards            |                                            |                  |           |        |
| 2016                               | Новичок года                               | CLC              | Номинация | [ 59 ] |
| Golden Disk Awards                 |                                            |                  |           |        |
| 2016                               | Новичок года                               | CLC              | Номинация | [ 60 ] |
| 2016                               | Награда за популярность                    | CLC              | Номинация | [ 60 ] |
| 2016                               | Награда за международную популярность      | CLC              | Номинация | [ 60 ] |
| KMC Radio Awards                   |                                            |                  |           |        |
| 2015                               | Новичок года                               | CLC              | Победа    | н/д    |
| Korean Culture Entertainment Award |                                            |                  |           |        |
| 2015                               | Новичок года                               | CLC              | Победа    | н/д    |
| Melon Music Awards                 |                                            |                  |           |        |
| 2015                               | Лучшая новая женская группа                | CLC              | Номинация | [ 61 ] |
| Mnet Asian Music Awards            |                                            |                  |           |        |
| 2015                               | Лучшая новая женская группа                | CLC              | Номинация | [ 62 ] |
| 2015                               | Артист года                                | CLC              | Номинация | [ 62 ] |
| Seoul Music Awards                 |                                            |                  |           |        |
| 2016                               | Награда Бонсан                             | CLC              | Номинация | [ 63 ] |
| 2016                               | Новый артист                               | CLC              | Номинация | [ 63 ] |
| 2016                               | Награда за популярность                    | CLC              | Номинация | [ 63 ] |
| 2016                               | Специальная награда Халлю                  | CLC              | Номинация | [ 63 ] |

### Музыкальные шоу

#### The Show
| Год  | Дата       | Песня |
| ---- | ---------- | ----- |
| 2019 | 12 февраля | «No»  |
| 2019 | 19 февраля | «No»  |